# Villazala
Villazala – gmina w Hiszpanii, w prowincji León, w Kastylii i León, o powierzchni 45,42 km². W 2011 roku gmina liczyła 779 mieszkańców.